# Maison du XIIIe siècle de Laperrière
La maison du XIIIe siècle de Laperrière est située sur la commune de Poiseul-la-Ville-et-Laperrière en Côte-d'Or en région Bourgogne-Franche-Comté.

## Localisation
Le bâtiment est situé à la sortie du hameau de Laperrière sur la D 901 (ex RN 71 entre Troyes et Dijon), du côté droit en allant vers le sud, juste après la chapelle et la croix classée M.H.

## Architecture
La façade sur la rue et la souche de cheminée sont l'objet de l'inscription, les éléments du XIIIe ont été laissés dans le mur et sont visibles de la voie publique, le reste du bâtiment a été reconstruit au XVIIe, c'est aujourd'hui une habitation privée.

## Historique
La construction remonte au XIIIe siècle ce qui en fait un des plus anciens témoins d'habitation privée rurale en nord Bourgogne.
Le bâtiment qui a fait un temps office de mairie (jusqu'en 1789) est inscrit aux monuments historiques par arrêté du 25 septembre 1928 pour sa partie XIIIe, le reste du XVIIe est répertorié à l'IGPC (1990).

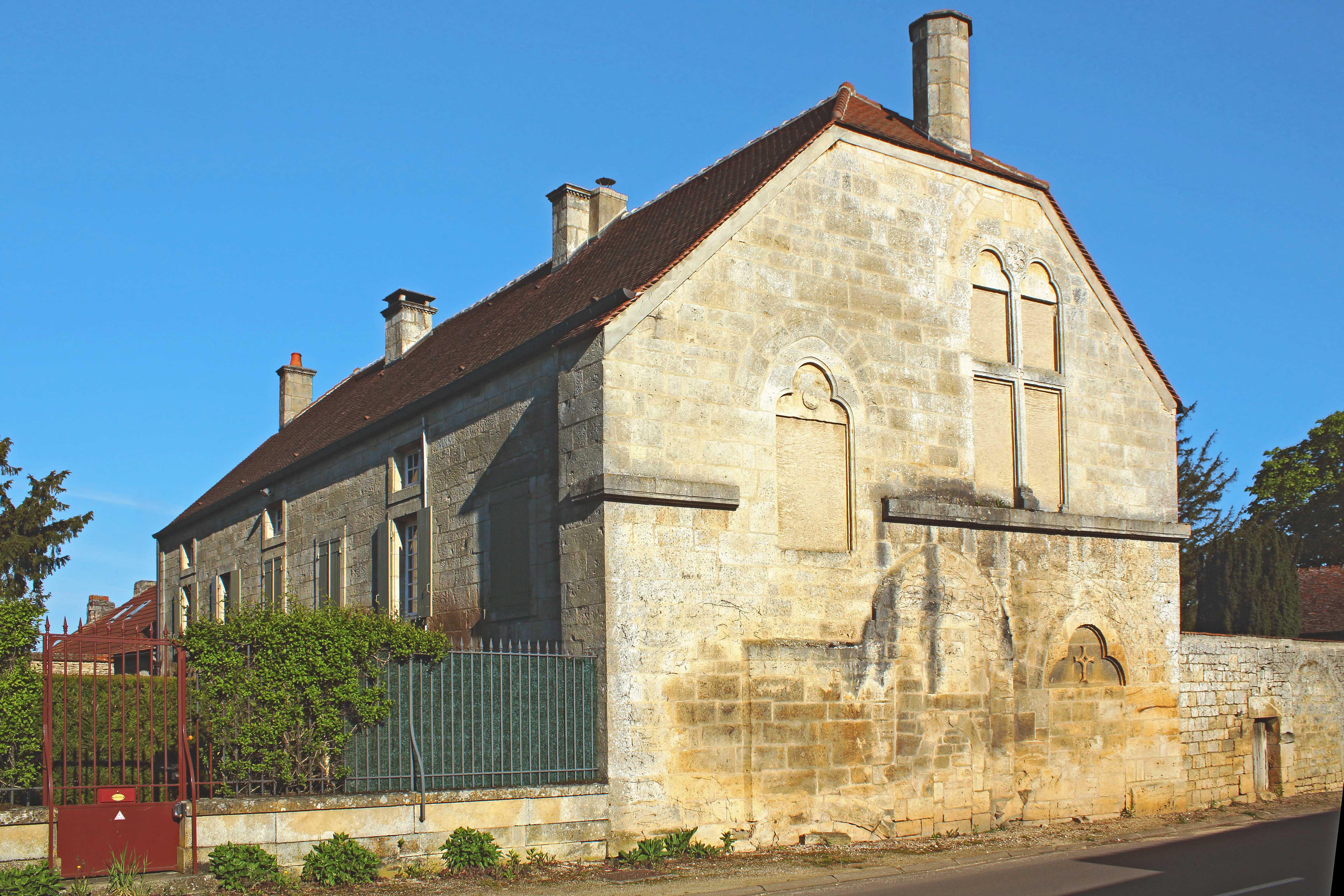
Bâtiment rénové au XVIIe siècle sur les restes du XIIIe.
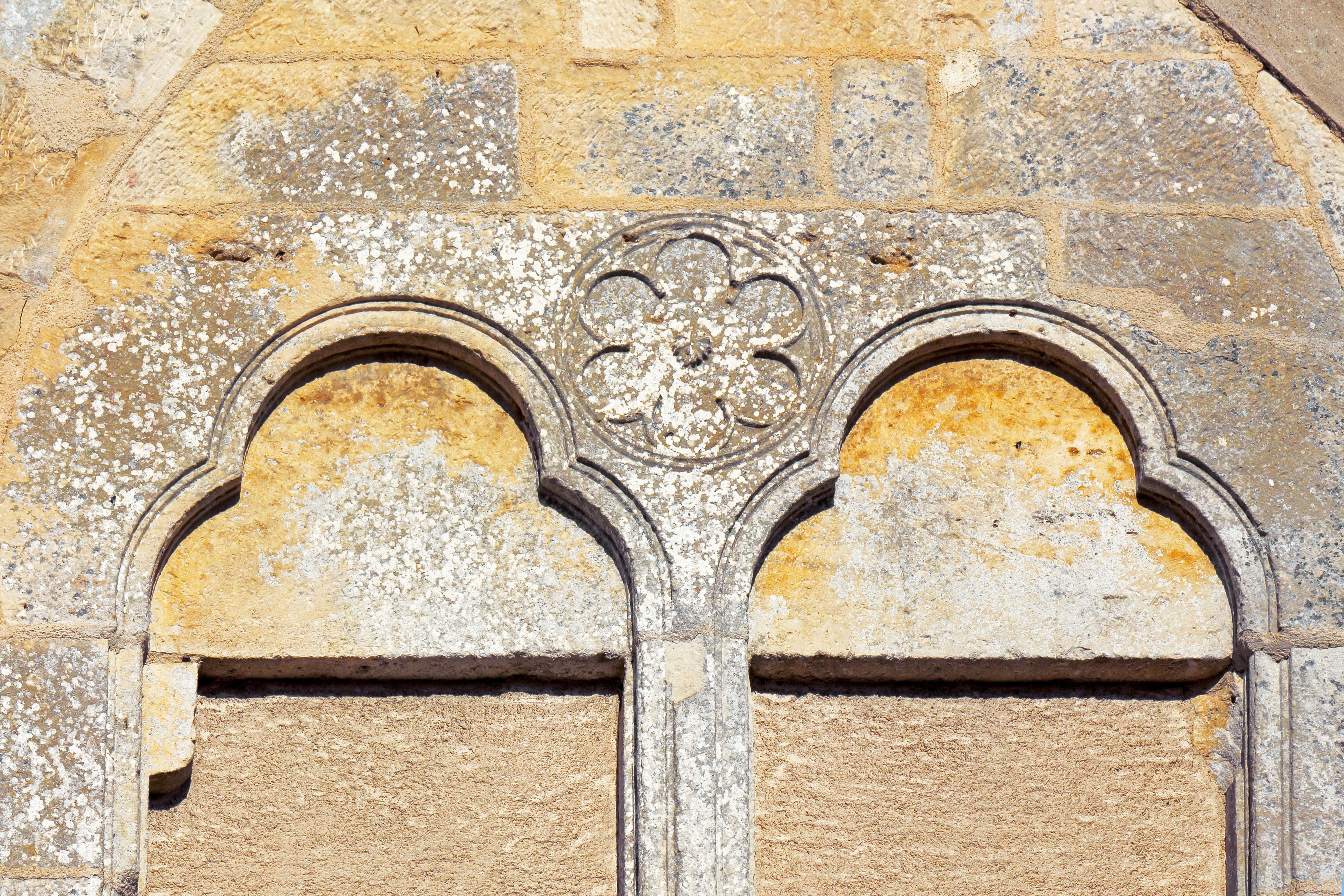
Ancienne fenêtre à meneau.
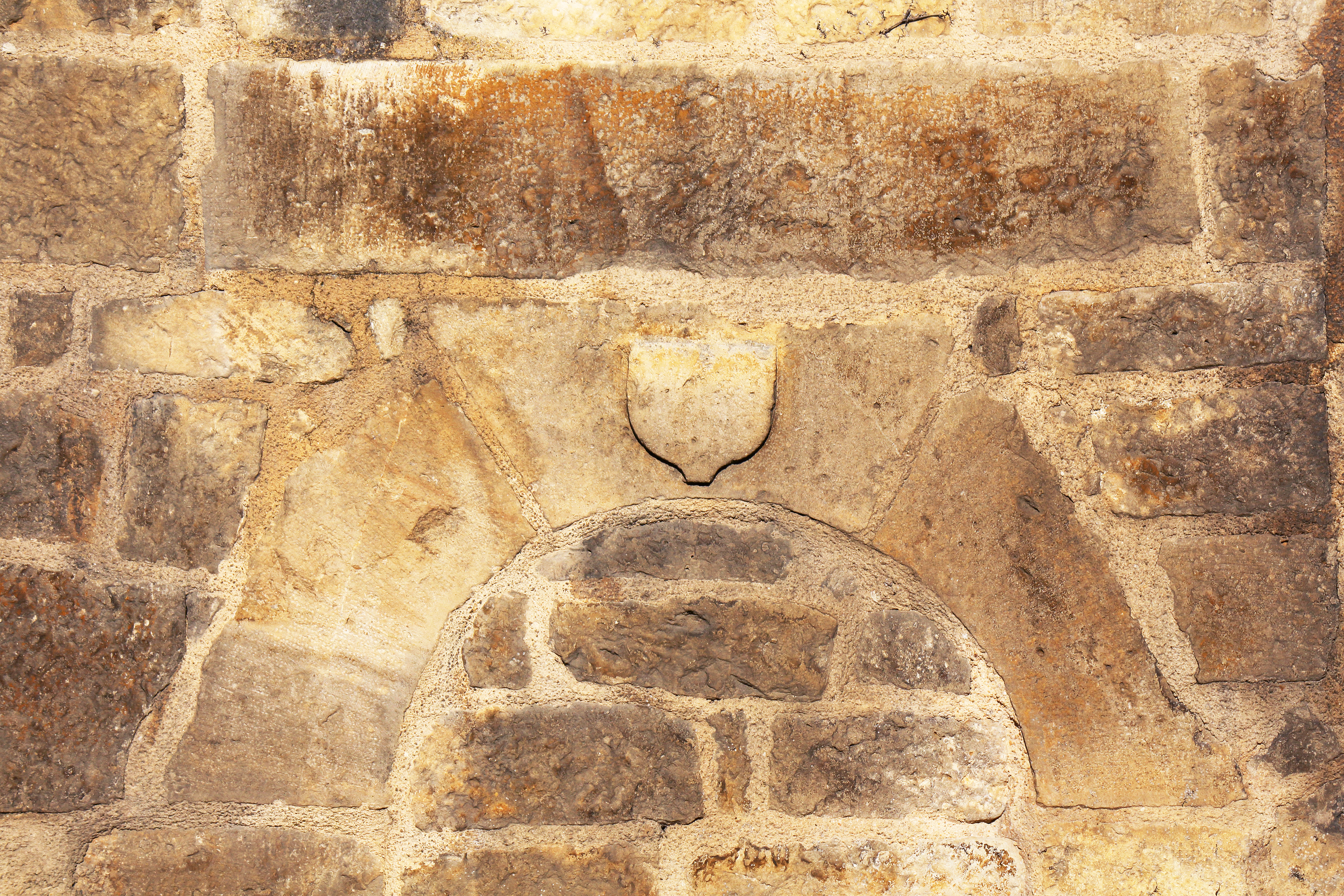
Écu sur une voûte.
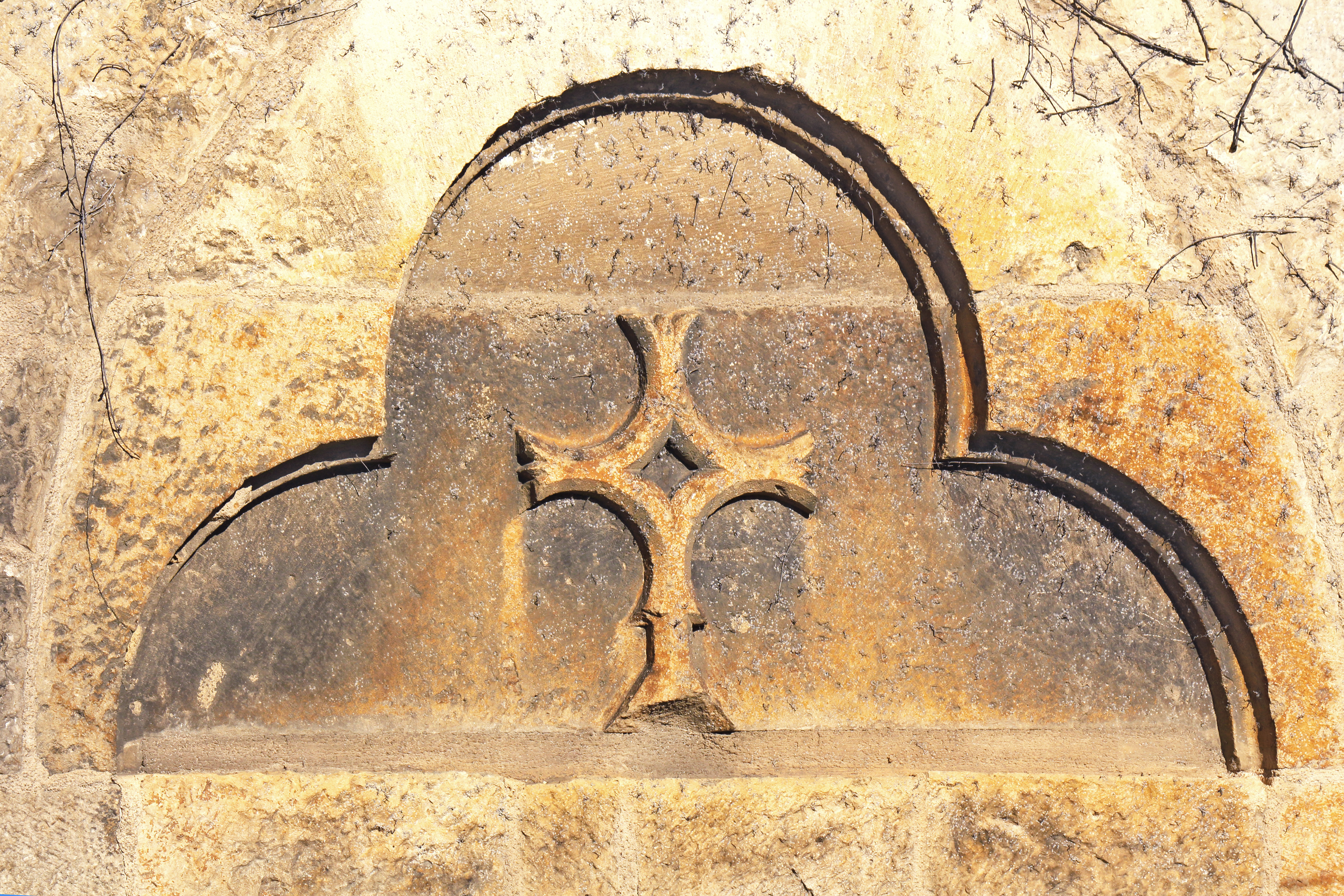
Reste d'une baie quadrilobée.